# 孤独のカンパネラを鳴らせ
『孤独のカンパネラを鳴らせ』（こどくのカンパネラをならせ）は、日本のロックバンド、椿屋四重奏の5thアルバム。2010年8月4日発売。発売元はワーナーミュージックジャパン。
前作から1年ぶりのリリース。初回盤はデジパック仕様、ツアーチケット先行予約案内封入。この年の12月31日に行われたライブをもってバンドは解散したため、本作は最後のオリジナルアルバムとなった。

## 収録曲
全作詞・作曲・編曲:中田裕二「いばらのみち」 (#2) (作詞:中田裕二・松井五郎、作曲・編曲:中田裕二)
1. ロンサム (5:34)
2. いばらのみち (3:27)
7thシングル曲。東海テレビ・フジテレビ系ドラマ「娼婦と淑女」主題歌
3. LOOK AROUND (4:58)
4. NIGHTLIFE (4:36)
5. ブランケット (4:03)
6. red blues (4:44)
7. ミス・アンダースタンド (3:52)
7thシングルのカップリング曲。
8. 流星群 (4:56)
9. 漂流 (4:58)
10. 思惑と罠 (3:37)
11. ブライテスト・ダークネス (6:28)
本作発売後に行われたツアーのタイトルになった。

## 演奏
- 中田裕二：Vocal, Guitar, Programming
- 永田貴樹：Bass
- 小寺良太：Drums, Percussion
- 奥野真哉 (ソウル・フラワー・ユニオン)：Piano, Organ, Keyboards (#4.5.6.10.11)
- 河野伸：Piano, Strings Arrangement (#8)
- 弦一徹ストリングス：Strings (#8)